# Los Coquitos
Los Coquitos es una localidad del estado mexicano de Chiapas. Es parte del municipio de Tapachula. Fue fundada el 15 de octubre de 2017.

## Demografía
| Censo | Población |
| ----- | --------- |
| 2020  | 1 225     |